# Samjiyŏn
Samjiyŏn (kor. 삼지연군, Samjiyŏn-gun) – powiat w Korei Północnej, w prowincji Ryanggang. W 2008 roku liczył 31 471 mieszkańców. Graniczy z powiatami Poch’ŏn, Paek’am i Taehongdan od południa, wschodu i południowego wschodu, a z pozostałych stron z należącą do Chin prowincją Jilin. Na terenie powiatu znajduje się port lotniczy Samjiyŏn, istotny z punktu widzenia ruchu turystycznego między Pjongjangiem a górą Pektu. Ruch ten jest obsługiwany przez główne linie lotnicze Korei Północnej, Air Koryo.

## Historia
Powiat Samjiyŏn powstał w marcu 1961 roku. W jego skład weszły wówczas tereny należące wcześniej do dzielnic robotniczych (kor. rodongjagu): Rimyŏngsu, P'ot'ae (powiat Poch’ŏn), Sindŏk, Kadong, Sinhŭng, Samjang i Roŭn (powiat Yŏnsa, prowincja Hamgyŏng Południowy). W lutym 1979 roku, do powiatu dołączono tereny wsi Posŏ, Roksu, T'o'nam i Junghŭng (powiat Poch’ŏn).

## Podział administracyjny powiatu
W skład powiatu wchodzą następujące jednostki administracyjne:
| Nazwa jednostki administracyjnej | Rodzaj jednostki administracyjnej | Chosŏn’gŭl         | Hancha             |
| -------------------------------- | --------------------------------- | ------------------ | ------------------ |
| Samjiyŏn-ŭp                      | miasteczko                        | 삼지연읍           | 三池淵邑           |
| Rimyŏngsu-rodongjagu             | dzielnica robotnicza              | 리명수로동자구     | 鯉明水勞動者區     |
| P'ot'ae-rodongjagu               | dzielnica robotnicza              | 포태로동자구       | 胞胎勞動者區       |
| Mubong-rodongjagu                | dzielnica robotnicza              | 무봉로동자구       | 茂峰勞動者區       |
| Paektusanmiryŏng-rodongjagu      | dzielnica robotnicza              | 백두산밀영로동자구 | 白頭山密營勞動者區 |
| Sinmusŏng-rodongjagu             | dzielnica robotnicza              | 신무성로동자구     | 新茂成勞動者區     |
| Junghŭng-rodongjagu              | dzielnica robotnicza              | 중흥로동자구       | 中興勞動者區       |
| T'ongnam-rodongjagu              | dzielnica robotnicza              | 통남로동자구       | 通南勞動者區       |
| Posŏ-rodongjagu                  | dzielnica robotnicza              | 보서로동자구       | 普西勞動者區       |
| Honggyesu-rodongjagu             | dzielnica robotnicza              | 홍계수로동자구     | 洪溪水勞動者區     |
| Muldong-5-gu                     | dzielnica                         | 5호물동구          | 5호물동구          |